# Pennapoda phasiana
Pennapoda phasiana là một loài ruồi trong họ Tachinidae.